# R.e.m.IX
r.e.m.IX är ett album av R.E.M. som gavs ut 2002 och består av andras remixar av låtar från albumet Reveal. Albumet har aldrig givits ut kommersiellt, men kan laddas ner på R.E.M.s hemsida. 

## Låtlista
1. "The Lifting" (Now It's Overhead mix by Andy Lemaster) - 4:41
2. "The Lifting" (Knobody/Dahoud Darien for 12 Nations) - 5:07
3. "I'll Take the Rain" (Jamie Candiloro) - 6:11
4. "She Just Wants to Be" (Jamie Candiloro) - 5:03
5. "I've Been High" (Matthew "Intended" Herbert]) - 5:19
6. "I've Been High" (Knobody/Dahoud Darien for 12 Nations) - 4:01
7. "I've Been High" (Chef) - 4:56
8. "I've Been High" (Her Space Holiday/Marc Bianchi) - 5:01
9. "Beachball" (Chef) - 6:16
10. "Summer Turns to High" (Her Space Holiday/Marc Bianchi) - 4:25